# Belgický cestovní pas

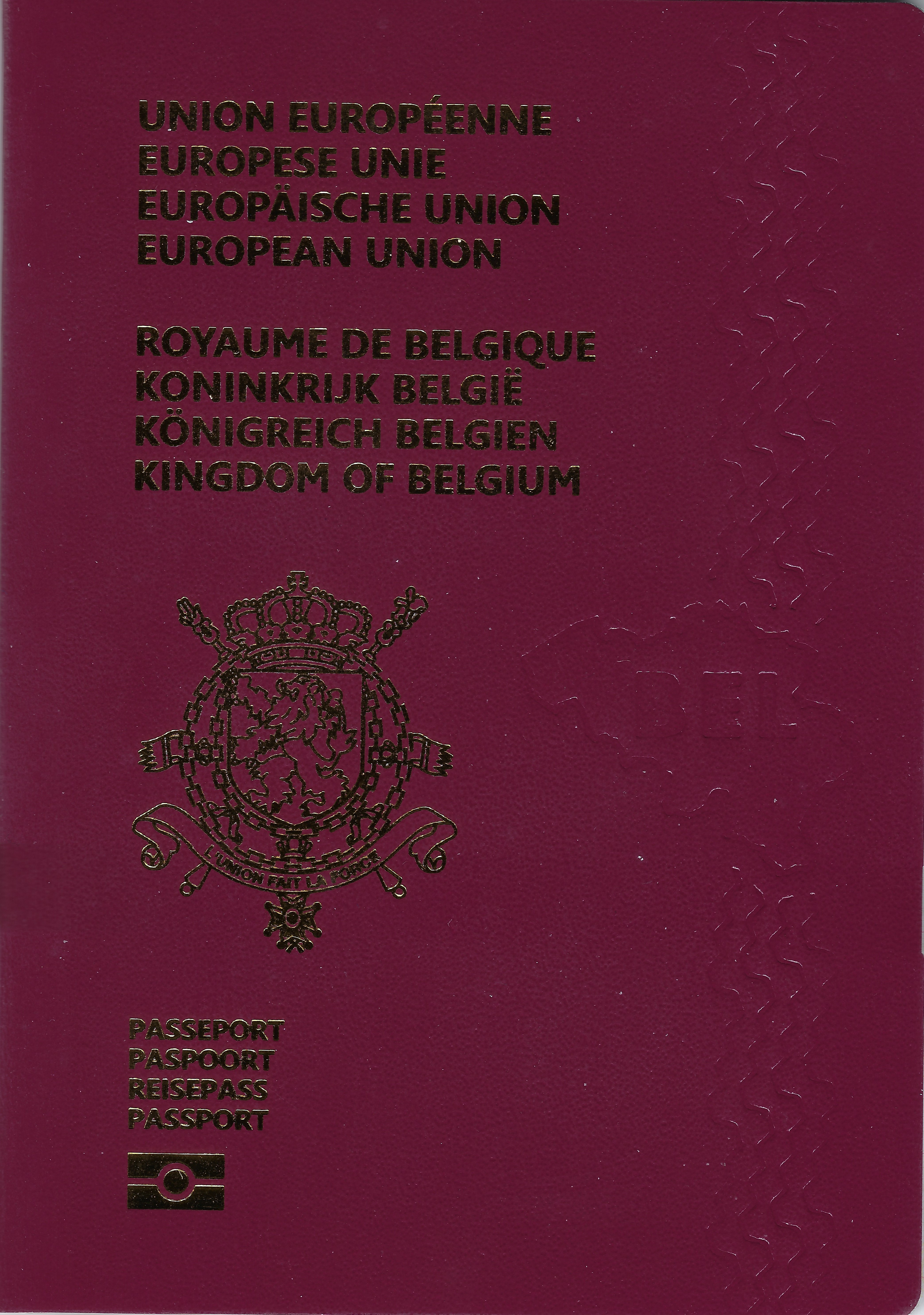
Belgický cestovní pas

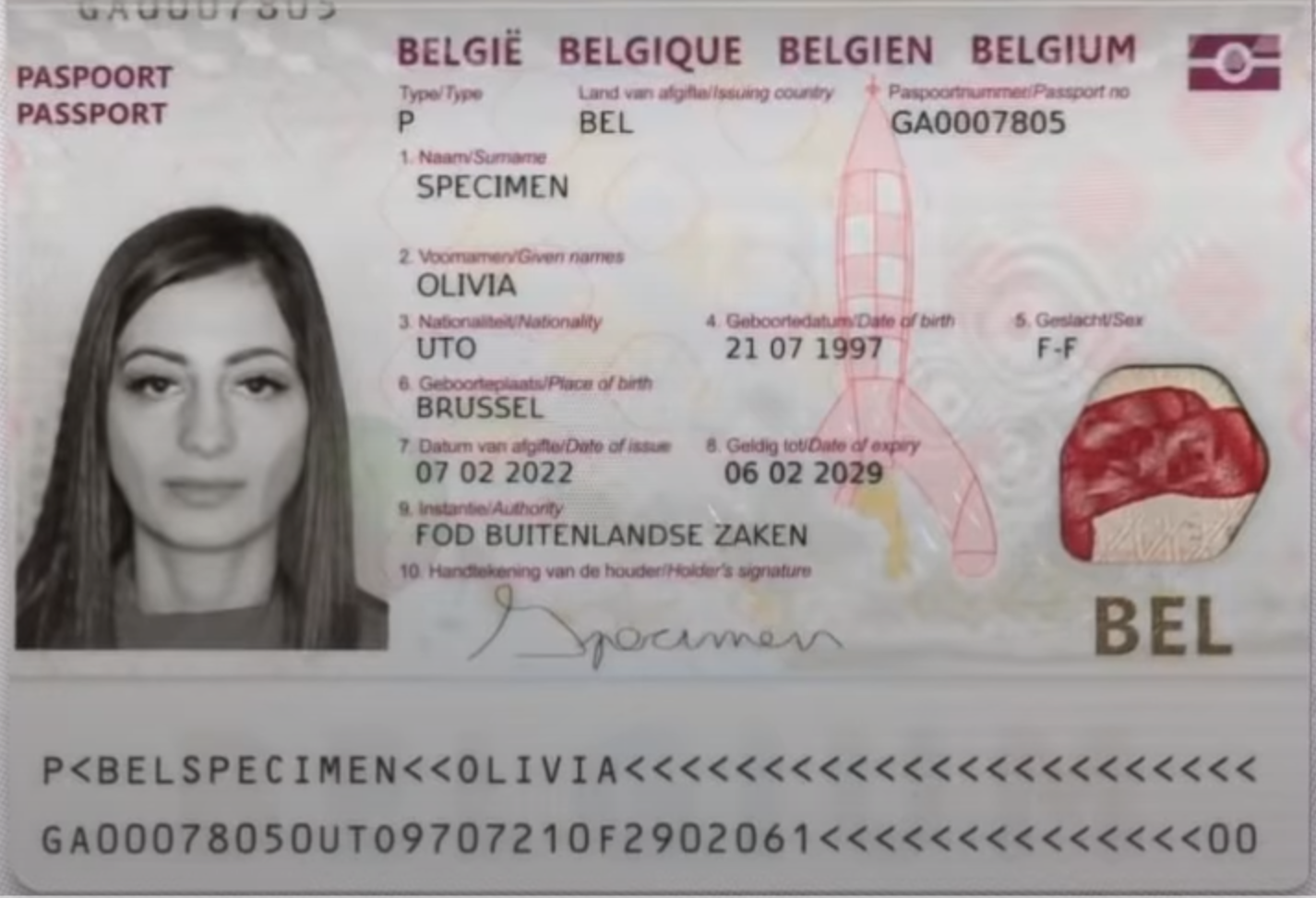
Informační stránka belgického pasu

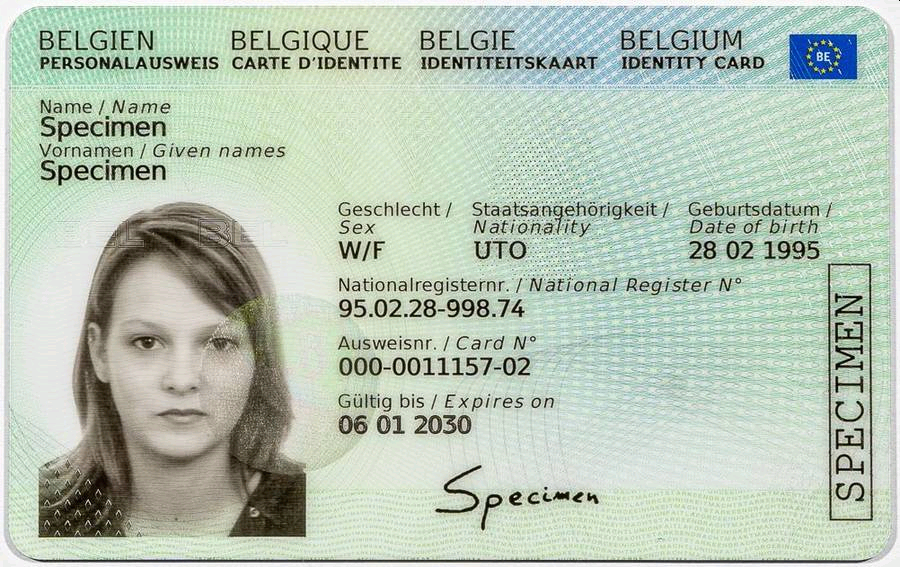
Belgický občanský průkaz, s ním se dá do některých zemích cestovat

Belgický pas je cestovní doklad vydávaný Belgií belgickým občanům za účelem usnadnění mezinárodního cestování. Uděluje nositeli mezinárodní průchod v souladu s vízovými požadavky a slouží jako doklad o státním občanství, není to však doklad totožnosti, protože Belgičani mají občanský průkaz, jenž musí nosit už od dvanácti let.

Vízové požadavky belgických občanů
Belgie
Svoboda pohybu
Vízum není třeba
Vízum udělována při příjezdu
eVisa
Vízum udělována při příjezdu i online
Vízum nutné předem